# Lisnahederna
Lisnahederna (en irlandais : Lios na hEadarnaidhe, ce qui signifie « le ringfort de l'embuscade ») est un townland situé dans le comté de Cavan, en Irlande. 
Lisnahederna est situé dans la paroisse de Mullagh et la baronnie de Castlerahan.

## Démographie
L'évaluation de Griffith pour 1841 recense 18 maisons dont deux inoccupées